# كاتالينا إسكوبار
كاتالينا إسكوبار (بالإسبانية: Catalina Elena Escobar Gomez)‏ هي لاعبة جمباز فني كولومبية، ولدت في 21 سبتمبر 1990.

## وصلات خارجية
- كاتالينا إسكوبار على موقع الاتحاد الدولي للجمباز (biography) (الإنجليزية)
- كاتالينا إسكوبار على موقع أوليمبيديا (الإنجليزية)